# خط الاستواء السماوي

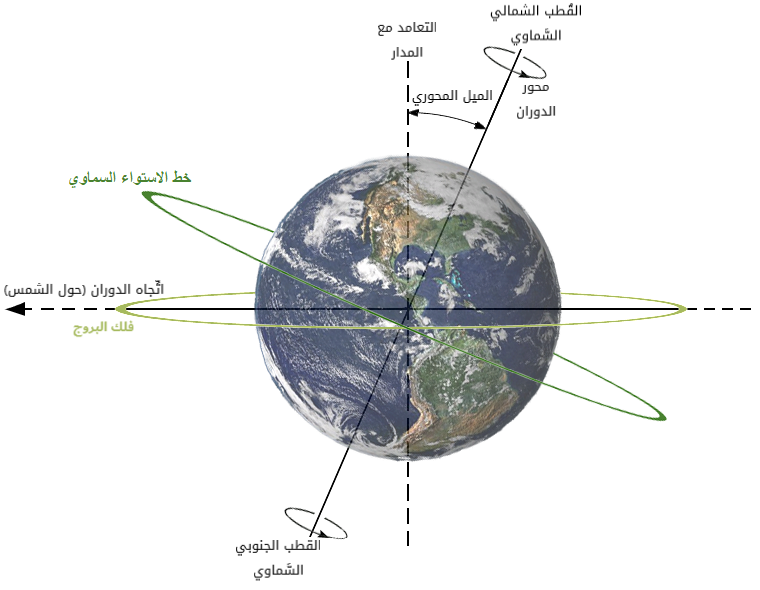
يميل خط الاستواء السماوي بنسبة 23.4 ° منبسط. تبين الصورة العلاقات بين الأرض المحورية (الميل) ومحور الدوران من المدار

خط الاستواء السماوي أو مُعَدِّل النهار (بالإنجليزية: Celestial equator)‏ هو دائرة كبيرة في الكرة السماوية تكون على نفس مستوى خط الاستواء للأرض. فهو إسقاط خط الاستواء الأرضي إلى الفضاء.
نتيجة لميل محور الأرض، يميل خط الاستواء السماوي بنسبة 23.4° على مستوى خط الاستواء الأرضي.
لو أن مراقب يقف على خط الاستواء للأرض فأنه يتصور خط الاستواء السماوي باعتباره نصف الدائرة المارة في سماء المنطقة بشكل مباشر فوق رأسه، ولو تحرك المراقب إلى الشمال (أو إلى الجنوب)، فإن خط الاستواء السماوي يميل نحو الأفق أي من الشرق إلى الغرب. ويُعرف خط الاستواء السماوي بوقوعه على بعد غير محدود (لأنه على الكرة السماوية)، وبالتالي يرى المراقب دائماً نهايات نصف الدائرة تختفي بالضبط عند الأفق الشرقي والأفق الغربي،وذلك بغض النظر عن موقع المراقب على الأرض. (ومع ذلك فإن خط الاستواء السماوي يكون موازياً للأفق عند القطبين). و في جميع خطوط العرض يظهر خط الاستواء السماوي مستقيماً تماماً لأن المراقب يكون على بعد محدود فقط من مستوى خط الاستواء السماوي وعلى بعد غير محدود من خط الاستواء السماوي نفسه.
الأجرام السماوية بالقرب من خط الاستواء السماوي تكون مرئية في جميع أنحاء العالم، ولكنها تبلغ الأوج الأعلى في السماء في المناطق المدارية.